# Don McGahn

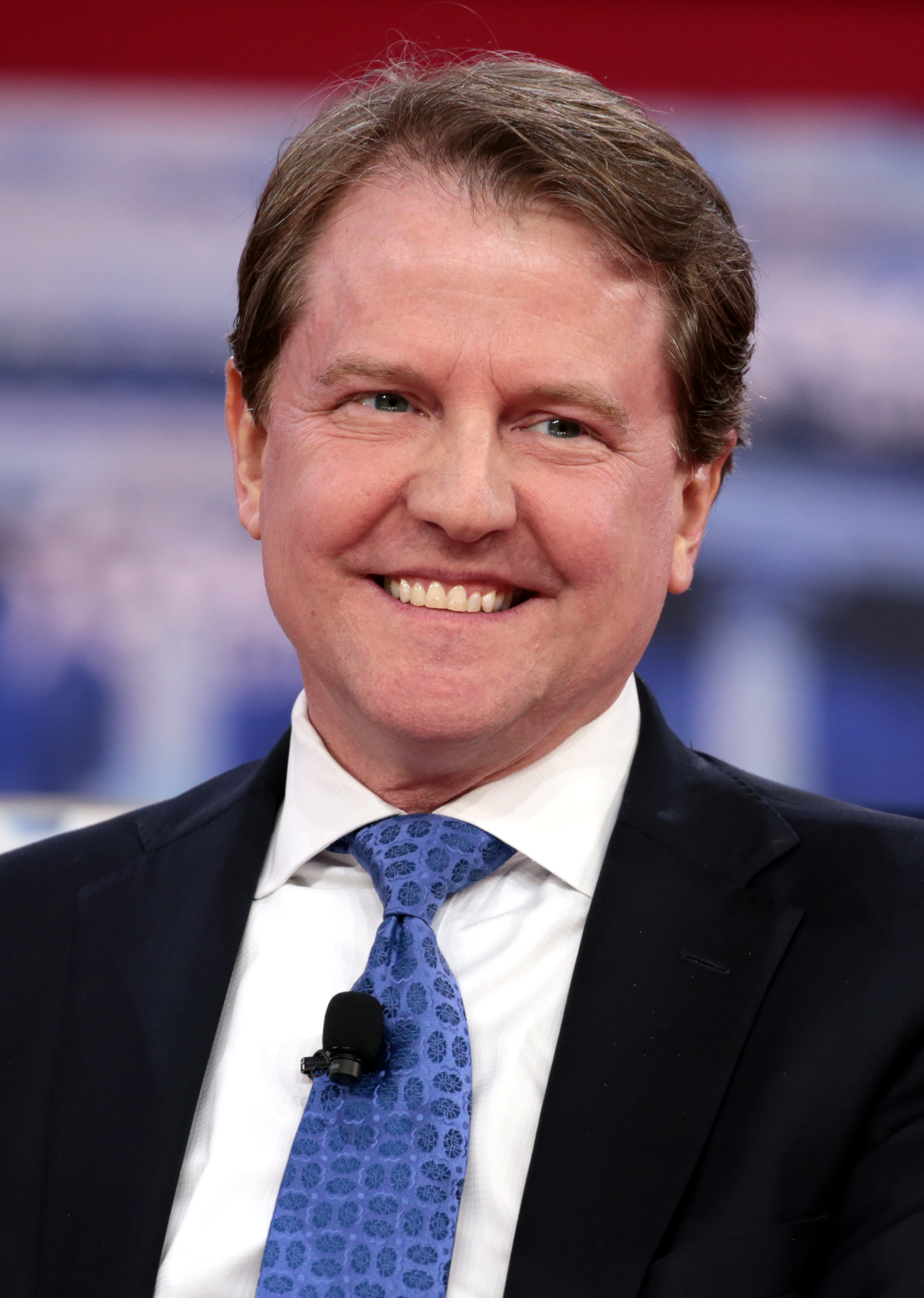
Don McGahn

Donald F. McGahn II (* 16. Juni 1968 in Atlantic City, New Jersey) ist ein amerikanischer Jurist. Er war von Januar 2017 bis Oktober 2018 Rechtsberater des Weißen Hauses unter Präsident Donald Trump.

## Familie, Ausbildung und Anwaltstätigkeit
McGahn wuchs in Atlantic City im Bundesstaat New Jersey auf und studierte zunächst an der University of Notre Dame. 1994 schloss er sein Studium der Rechtswissenschaft an der Widener University ab.
McGahn ist seit Ende 2010 mit Shannon Flaherty verheiratet, die seit Oktober 2018 politische Beraterin für den Maklerverband National Association of Realtors ist. Sie war zuvor unter anderem Mitarbeiterin des Kongressabgeordneten Jeb Hensarling und 2017/18 Beraterin für Finanzminister Steven Mnuchin. Das Paar hat zwei Söhne und lebt in Alexandria, Virginia.
McGahn arbeitete als Partner im Bereich Parteienfinanzierungsrecht für die Großkanzlei Jones Day in Washington, D.C. und mehrere Jahre lang als Rechtsberater des National Republican Congressional Committee. Von 2008 bis 2013 war er auf Veranlassung der Republikaner im Senat einer der Vertreter der Republikanischen Partei in der Federal Election Commission und zeitweilig ihr Vorsitzender.

## Arbeit für Donald Trump
McGahn war er einer der führenden Anwälte in Trumps Präsidentschaftskampagne 2016 und gehörte dem Übergangsteam nach Trumps Wahlsieg an. Der gerade in sein Amt eingeführte Präsident Trump ernannte McGahn am 20. Januar 2017 zum Rechtsberater des Weißen Hauses, nachdem er sich Mitte November 2017 für McGahn in dieser Position entschieden hatte.
McGahn konzentrierte sich als Rechtsberater darauf, Richternominierungen und Deregulierungsbemühungen vorzubereiten. Anders als alle vorigen Rechtsberater hatte er keine Erfahrung als Insider politischer oder administrativer Institutionen und diente als Bindeglied zur Parteiführung der Republikaner im Kongress, die zunächst skeptisch gegenüber dem neuen Präsidenten war. McGahn zeigte sich in dieser Position als relativ unabhängig und verstand sich eher als Berater des Amtes als der Person des Präsidenten, was zu Konflikten mit Trump führte, der McGahns Loyalität in Zweifel zog. Er wurde für seine Rolle bei der unzureichenden Überprüfung des nach wenigen Wochen zurückgetretenen Nationalen Sicherheitsberaters Michael T. Flynn und die verzögerte Einführung des Einreiseverbots für Einwohner mehrheitlich muslimischer Länder (Executive Order 13769) kritisiert. McGahn stimmte trotz anfänglicher Bedenken der Entlassung des FBI-Direktors James Comey zu und befragte den Justizminister Jeff Sessions zu dessen Entscheidung, sich wegen Befangenheit aus der Aufsicht über die Russlandermittlungen zurückzuziehen.
Im Januar 2018 machte die New York Times öffentlich, Trump habe McGahn im Juni 2017 angewiesen, die Entlassung des Sonderermittlers Robert Mueller in die Wege zu leiten, der die Untersuchung der russischen Einflussnahme in den US-Wahlkampf 2016 leitet. McGahn habe vor diesem Schritt gewarnt und damit gedroht, er werde lieber selbst zurücktreten, bevor er dies tue. Daraufhin habe Trump von seinem Plan abgelassen.
Am 29. August 2018 gab Trump bekannt, McGahn werde im Herbst 2018 das Weiße Haus verlassen. Mitte August hatte die New York Times berichtet, McGahn habe „umfangreich“ mit Sonderermittler Mueller kooperiert. Am 17. Oktober 2018 endete McGahns Beschäftigung im Weißen Haus. Die republikanischen Senatoren Mitch McConnell (Mehrheitsführer) und Chuck Grassley (Vorsitzender des Justizausschusses) reagierten auf McGahns Abgang mit tiefer Sorge. Als Nachfolger hatte Trump am 16. Oktober den Washingtoner Wirtschaftsanwalt Pat Cipollone bestimmt.